# Motel One
Motel One est une chaîne d'hôtellerie à bas coût, fondée en 2000 à Munich, en Allemagne. En décembre 2020, elle compte 99 établissements dans 12 pays européens et aux états unis. L'Allemagne est le pays qui compte le plus de sites. En France, Motel One compte actuellement deux hôtels, un près de la Porte Dorée et l'autre à Porte de Versailles, à Paris. À travers l'Europe, 27 établissements supplémentaires sont actuellement en construction ou en projet.

## Implantations

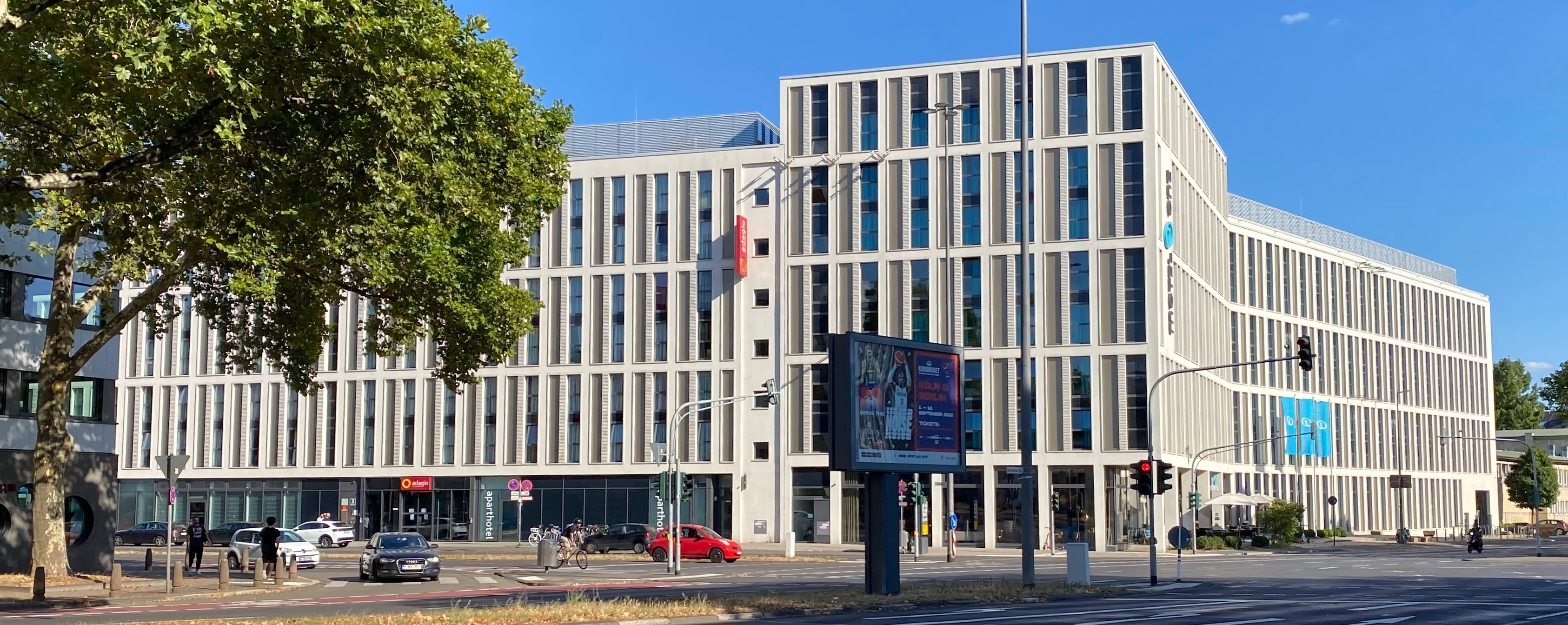
Motel One hôtel à Cologne, Allemagne

- Allemagne (>50 hôtels)
- Autriche (7 hôtels)
- Belgique (1 hôtel)
- Danemark (1 hôtel)
- Espagne (1 hôtel)
- France (1 hôtel)
- Pays-Bas (2 hôtels)
- Pologne (1 hôtel)
- Tchéquie (1 hôtel)
- Royaume-Uni (7 hôtels)
- Suisse (2 hôtels)